# Laurent Parcelier
 (octobre 2018).
Si vous disposez d'ouvrages ou d'articles de référence ou si vous connaissez des sites web de qualité traitant du thème abordé ici, merci de compléter l'article en donnant les références utiles à sa vérifiabilité et en les liant à la section « Notes et références ».
Laurent Parcelier, né le 19 novembre 1962 à Chamalières (Puy-de-Dôme), est un dessinateur et peintre français.

## Biographie
Il étudie de 1978 à 1980 aux Arts appliqués Duperré à Paris, puis travaille comme dessinateur pour la revue Triolo, avec pour scénariste Didier Convard.
Il est l'auteur des séries de bande dessinée Les Sept Boules vertes et Guilio et le drôle de monde, qui se déroulent dans un monde de fantasy, publiées de 1988 à 1996. Par son style, il est un représentant typique de la ligne claire.
En 1996, il arrête la bande dessinée pour se consacrer exclusivement à la peinture.

## Publications
La Malédiction des sept boules vertes
1. Le Voyageur imprudent, 1988
2. Le Magicien, 1988
3. La Poursuite, 1989
4. La Chasse au dragon, 1990
5. Le Rire de la sorcière, 1991
6. Le Lutin farceur, 1993

Guilio et le drôle de monde
1. L'Auberge du bossu, 1995
2. L'Auberge de la Tarasque, 1996

Tous ses albums sont édités par Casterman.
En 2014, les Éditions Paquet ont réédité la première série, avec des couleurs réactualisées par Samuel Epié.